# Notropis marhabatiensis
Notropis marhabatiensis är en fiskart som beskrevs av Domínguez-domínguez, Pérez-rodríguez, Escalera-vázquez och Ignacio Doadrio 2009. Notropis marhabatiensis ingår i släktet Notropis och familjen karpfiskar. Inga underarter finns listade i Catalogue of Life.